# سلام عليك (نشيد)
سلام عليك هو اسم قصيدة كتبها الشاعر العراقي أسعد الغريري، ولحّنها وغنّاها كاظم الساهر عام 2008 في سنوات الحرب الأهلية العراقية، واقترح عراقيون منهم مقتدى الصدر اتخاذ القصيدة نشيدًا وطنيًا للعراق، فأعلن كاظم الساهر في 11 كانون الأول (ديسمبر) 2018 عن قبوله بذلك، مشترطًا موافقة مجلس النواب العراقي.، وقد رأى بعض النقاد تشابهًا بين لحن هذه القصيدة ولحن السلام الجمهوري الذي عزفه لويس زنبقة. ثم في يوم 13 كانون الأول (ديسمبر) 2019، نشر كاظم الساهر نسخةً جديدةً من النشيد، مع تغييرٍ طفيفٍ في لحنها.

## نقد

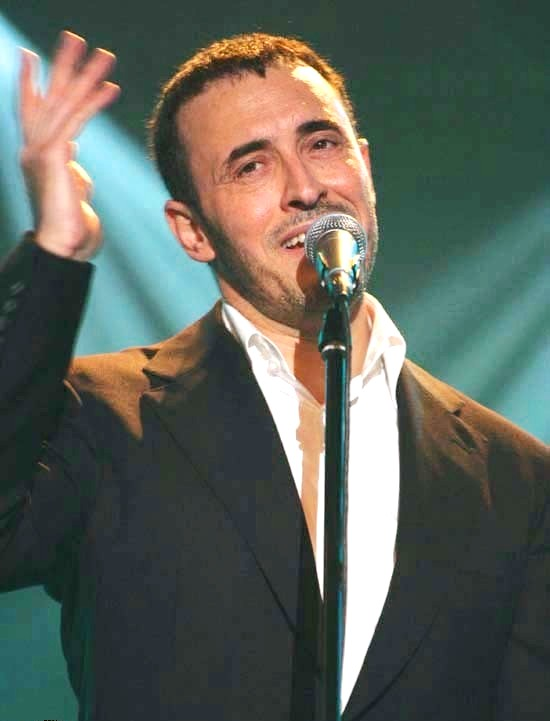
كاظم الساهر

حسب مقالة لعلاء اللامي على الحوار المتمدن عام 2012 بأنَّ «مثقفون عراقيون، ومتابعون للشأن العراقي، تمنوا أن تكون التسريبات بخصوص أغنية" سلام على رافديك" غير صحيحة، وأن الأمر يتعلق فعلا بقصيدة شهيرة للجواهري تدعى "المقصورة" ويقول مطلعها " سلام على هضبات العراق.. وشطَّيـه والجرف والمنحى"، أما سماح البرلمان بتمرير أغنية وطنية شعبية، لتكون نشيدا وطنيا، فقد رأى فيه مراقبون مستقلون ونقاد وأدباء سقطة ثقافية معيبة في بلد لا يحتاج إلى المزيد من عوامل الفرقة والتشتت والتمزيق المجتمعي، طائفيا وعرقيا»، كما ذكرت مصادر أُخرى أنَّ القصيدة تغفل طوائف العراق المتعددة، ويُعتقد أنّ كاظم الساهر قد اقتبس وحدة القصيدة اللحنية من الجملة اللحنية للسلام الجمهوري في العهد الجمهوري الأول عام 1958. كما ذكر علاء اللامي، في موقع البديل العراقي أنه «ليس في القصيدة روح شعرية، وشاعرها غير مشهود له نقديًا، وللشعراء العراقيين الكبار قصائد متميزة أولى من هذه القصيدة».

### سجال نقدي
- في 15 آذار 2019 نُشرَ في شبكة رووداو الإعلامية نسخة من بيان غاضب للاتحاد العام للأدباء والكتاب العراقيين متعلق بترشيح أغنية (سلام عليك) نشيدًا وطنيًّا، وذُكرَ في البيان أسباب رفضهم هذا الترشيح:
  - سبق الاتحادُ أن رشح قصيدة الجواهري «سلام على هضبات العراق»، وأيّدت لجنة الثقافة والإعلام هذا الترشيح.
  - علوّ منزلة الجواهري وإقرار العرب بمكانته.
  - يُحسب للجواهري أنه عارض نظام صدام حسين، أمّا أسعد الغريري فكان يمدحه.
  - الموافقة على قصيدة سلام عليك، تُعتبر تعدّياً على تاريخ الأدب والموسيقى العراقيَّين لأنّ
  - كلمات سلام عليك بسيطة، لا تليق بالأدب العراقي.
  - لحن قصيدة (سلام عليك) مقتبس من نشيد الجمهورية الأولى الذي ألّفهُ الموسيقي العراقي لويس زنبقة.[12][13]، غيرَ أنّ المغني محمد الشامي يرى أن تشابه اللحنين هو أقرب إلى توارد الخواطر.[14]
- في 17 آذار 2019، أعلن الممثل سنان العزاوي عن تعديل مقطعين في النشيد ليُذكر فيه الكرد والمسيحيون، لأنّ العراق هو خيمة لكل الأديان والأقوام،[15] وشجب كاظم الساهر وأسعد الغريري بيان اتحاد الأدباء واعتقدوا أنه تهكميّ.

### بين التطابق والتشبه

#### آراء التطابق
وللنظر في إثبات تشابه اللحن أو عدم التشابه، دعت المترجمة سلوى زكو المختصين لإعلان آرائهم في هذه المسألة، فاستجابت الروائية لطفية الدليمي وقالت «إن الباحثة أمل بورتر ابنة أخت الراحل زنبقة نشرت كتاباً عن خالها وضمّنتهُ معلومات عن السلام الوطني، ولعلها نشرت النوتة الموسيقية الخاصة بالنشيد الوطني بكتابها والقول الفصل لديها.»، وقال الشاعر حميد قاسم «إنه أحصى للساهر أكثر من سبعة ألحان مأخوذة من أغاني الخمسينيات والستينيات، أما» سلام عليك«فالإغارة واضحة فيه حد التطابق.»، على حد قوله. وكان الفنان التشكيلي هادي ياسين أشد صراحة إذ قال «الأمر لا يحتاج متخصصين موسيقيين ولا إلى نقاد. سطو الساهر على موسيقى زنبقة واضح وضوح الشمس، فلماذا المراوحة والمراوغة واللف والدوران؟».

#### آراء التشابه
رآى آخرون أنّ التشابه بين لحنين لا يوجب سرقة أحدهما من الآخر، ولا يصح وصف الانتحال إلا إن كان اللحنان متطابقين، ولحن كاظم الساهر لا يطابق لحن زنبقة، وكاظم معروفة جهوده في الابتكار ولا يحتاج إلى الانتحال. وقال الكاتب فاروق عبد الجبار البصري في تحليله للمعزوفة «أي موسيقي محترف ومختص وملم بالمقامات والسلالم الموسيقية ومفاتيح الأنغام سيكتشف الخطأ الذي بنيت عليه هذه الآراء» وأما التشابه فقد استدل فاروق عبد الجبار بقول الموسيقار الراحل عباس جميل، الذي كان أيضاً متهماً بانتحال أحد الألحان، «كل الأغاني التي تنتمي إلى جنس مقام واحد تكون مفاتيحها أو سلالمها متقاربة أو متطابقة»، وما زال المهتمون ينتظرون جواب كاظم الساهر في هذه المسألة.

## وصلات خارجية
- الجلبي، عاصم (22 يناير 2019). "السرقة في العمل الفني... ما أُثيرَ عن الفنان الساهر مثالاً". مركز الوتر السابع للفنون والتنمية المستدامة. مؤرشف من الأصل في 2020-12-10.